# Top Secret Rosies: The Female 'Computers' of WWII
Top Secret Rosies: The Female "Computers" of World War II es un documental de 2010 dirigido por LeAnn Erickson que se centra en reconocer las contribuciones científicas de las mujeres durante la Segunda Guerra Mundial. Relata cómo en Estados Unidos se llevó a cabo la captación de mujeres matemáticas, y cómo seis de ellas pasaron a programar una de las primeras computadoras electrónicas del mundo; el ENIAC. Su trabajo ayudó al potencial americano, es decir, ayudó a Estados Unidos en un momento histórico complicado, mejoraron la precisión del armamento, así como la mayoría de los análisis de balística. La película fue oficialmente estrenada en noviembre de 2010 en la red de televisión pública PBS.

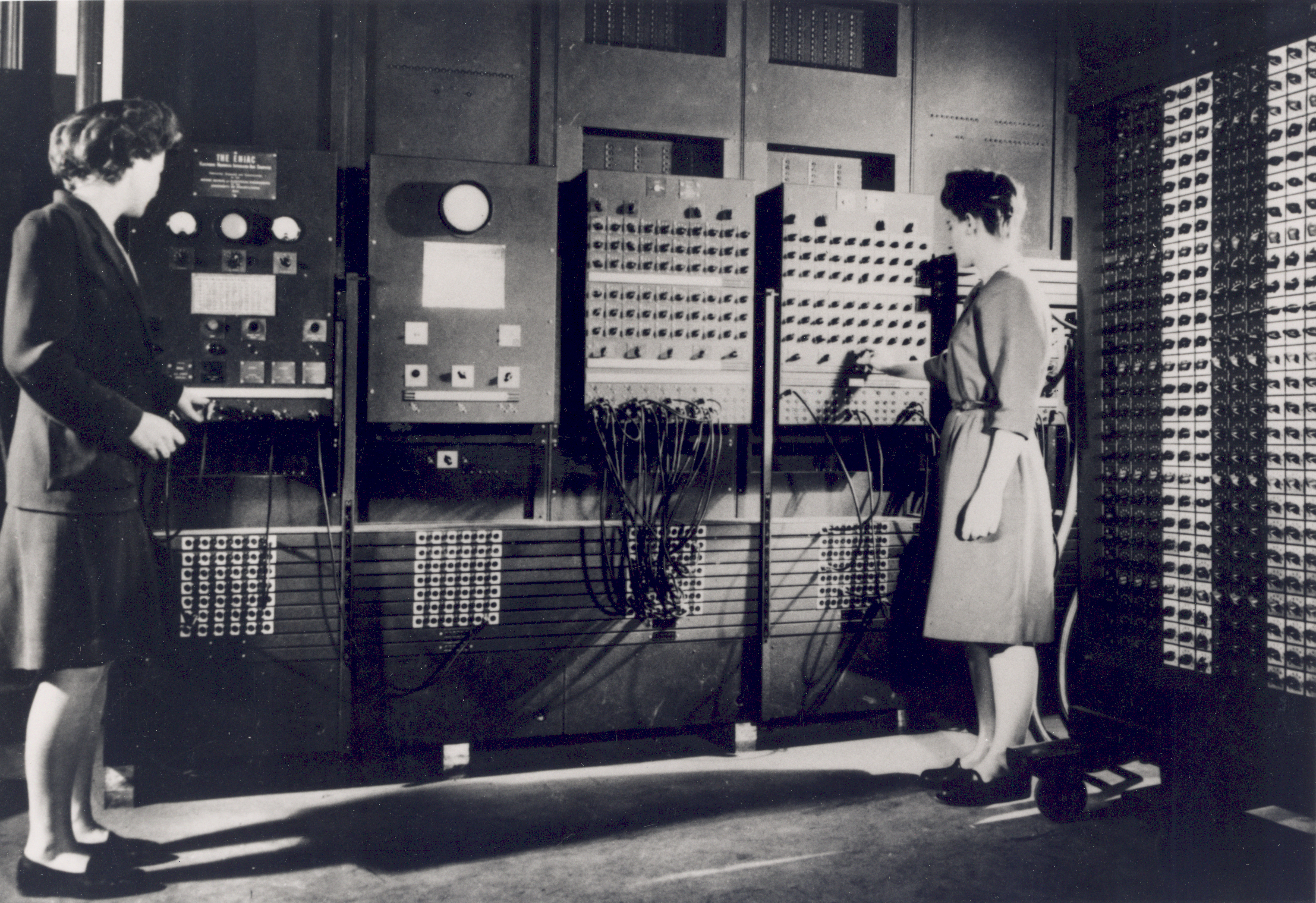
Dos mujeres operando el tablero de control principal del ENIAC mientras la máquina todavía estaba en "Moore School". Foto del Ejército de los EE.UU. de los archivos de la Biblioteca Técnica ARL. A la izquierda: Betty Jennings (Señora Bartik), a la derecha: Frances Bilas (Señora Spence).

## Historia

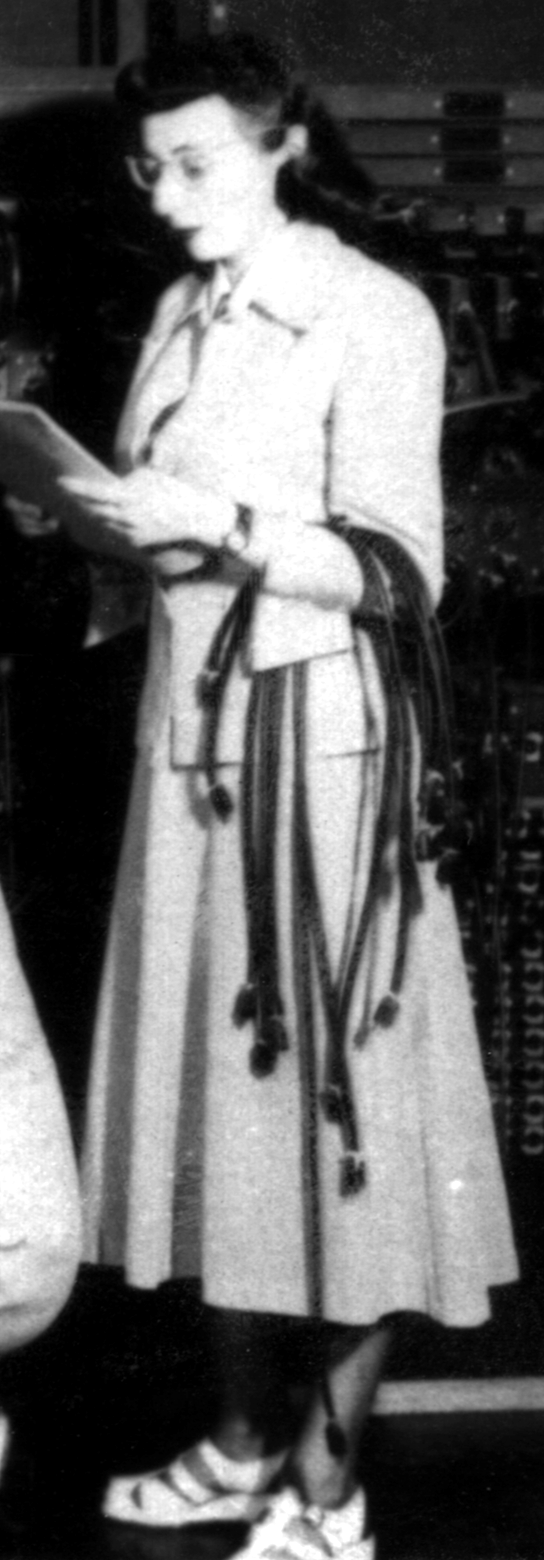
Marilyn Meltzer trabajando en el ENIAC (1946).

El nacimiento de los primeros computadores, normalmente, se suelen asociar a hombres que trabajaban en el equipo de descifradores de códigos Bletchley Park durante la Segunda Guerra Mundial (como Alan Turing), John William Mauchly y John Presper Eckert en el ENIAC, o Howard H. Aiken como responsable de la construcción de la Harvard Mark I; sin embargo, en los equipos de trabajo de estos pioneros de la computación se encontraban mujeres que ejercieron de programadoras y diseñadoras de los precursores de los ordenadores y servidores que sustentan nuestro trabajo diario.
En ese momento, en la década de 1940, cuando estas mujeres realizaban este trabajo, se consideraba clasificado, además, los contemporáneos consideraban que programar era una tarea de oficina, se ocultaba así la verdadera actitud revolucionaria de estas mujeres, debido al papel convencional patriarcal que estaba atado fuertemente a la figura de la mujer durante la historia, y durante la época a tratar, el siglo XX, una época en la que la situación habría supuesto un verdadero escándalo.

Debido a esto, y debido a su invisibilidad durante la cobertura de los medios de ENIAC, el trabajo de estas mujeres no fue reconocido. Herman Goldstine seleccionó a programadores entre mujeres que habían estado calculando tablas de balística con calculadoras de escritorio y un analizador diferencial antes y durante el desarrollo de ENIAC.  Bajo la dirección de Herman y Adele Goldstine, los programadores estudiaron los planos y la estructura física de ENIAC para determinar cómo manipular sus interruptores y cables, en lugar de aprender un lenguaje de programación, el cual no había sido todavía inventado. Según Jamie Gumbrecht en un artículo por CNN: 
Entregaron sus tarjetas perforadas como recuerdos. Habían enseñado la máquina masiva de matemática que habría tomado horas a mano. [...] Pero su trabajo durante la guerra fue poco conocido, no reconocido o dejado fuera de las historias oficiales de la guerra y el desarrollo de las computadoras.

De hecho, si estas mujeres aparecían en alguna fotografía trabajando en las máquinas, las hacían pasar por modelos, finalmente y con el paso del tiempo,la historia ha reconocido a este equipo de mujeres como las precursoras del computador ENIAC, considerado como el primer ordenador totalmente digital. Los ingenieros John Presper y John William lo construyeron, pero este equipo de seis mujeres, expertas en matemáticas y lógica, sentó las bases para el desarrollo del ENIAC, modificando así la evolución de la programación en las décadas siguientes.
Al mismo tiempo que el trabajo llevado a cabo por  estas mujeres, como computadoras humanas, resultó crucial para la victoria aliada, también, por otro lado, tuvo un peso moral, ya que contraponía el valor de los cálculos matemáticos de estas profesionales, que hicieron cada bomba y arma aliada más mortal, con el dilema de darle fin a un conflicto bélico de dimensiones terribles.

## Las protagonistas
La película se centra en las contribuciones de varias mujeres, concretamente las gemelas Blumberg, Doris Polsky (de soltera Blumberg) y Shirley Melvin (de soltera Blumberg), Marlyn Meltzer (de soltera Wescoff), Jean Bartik (alias, Billie Jean Jennings). Kathleen Antonelli,  es otra programadora de computadoras ENIAC reconocida en la película. Se ha enseñado ampliamente en escuelas y universidades y se le atribuye el reconocimiento de las contribuciones poco conocidas de las trabajadoras de tecnología clasificadas durante la Segunda Guerra Mundial y de poner esa historia a disposición del público. En la publicación para la Asociación americana de Mujeres Universitarias (AAUW), Erickson declaró que la película se llevaría a más de 500 bibliotecas de todo el mundo.

## Acogida del documental
La película ha recibido en gran parte revisiones positivas, y principalmente entre educativos u organizaciones de biblioteca.
En su revisión de la película, la Asociación Matemática de América escribió:

Esta historia sería de gran valor en los cursos sobre estudios de la mujer, la historia de la informática y la tecnología, la historia de la Segunda Guerra Mundial y la historia de las matemáticas. [...] Afortunadamente, el video se hizo justo a tiempo porque dos de las mujeres entrevistadas murieron desde que se hizo.

 La profesora emérita de matemáticas en Marymount Universidad, Judy Green, discrepó de la película, sin embargo, por su visión limitada de la historia, sugiere que el alcance narrativo desvía la historia de las mujeres en matemáticas:

Si bien las cosas hoy en día son mejores para las mujeres, los matemáticos y otras personas que en la década de 1940, las mujeres de esta película tardaron un tiempo en ser reconocidas. Sin embargo, muchos pueden salir de la película pensando que antes de la Segunda Guerra Mundial las mujeres no solo no trabajaban como computadoras o matemáticos, sino que también se creían incapaces de hacer ese tipo de trabajo. Al escuchar las cuatro Rosies, uno tiene la impresión de que tales pensamientos nunca entraron en sus mentes.

En 2015 la película estuvo adaptada para el iPad en una aplicación de libro interactiva, The Computer Wore Heels Archivado el 6 de junio de 2018 en Wayback Machine.. La aplicación permite a los usuarios seguir figuras clave de la película, y resalta los problemas sociales, la experiencia cotidiana o los turnos largos de trabajo, y el contexto de tiempos de guerra.